# 張玉庚
張玉庚（？—？）字岱青，山东历城人，中华民国政治人物。

## 生平
1913年，张玉庚成为中华民国第一届国会众议员。1917年至1918年，張玉庚为第二次中华民国临时参议院议员。1918年至1920年，張玉庚为中华民国第二届国会参议员。
其间，1919年五四运动中，张玉庚、庄陔兰、王锡蕃、李元亮、尹宏庆、刘星楠共同提出《张玉庚等请政府训令专使拒绝签字提议案》，并获得蒋棻、林炳华、陈介、吴德培、徐果人、毕桂芳、刘冕执、蔡汉卿、陈邦燮、萧延平、翟文选、成多禄连署。